# Rolf Italiaander

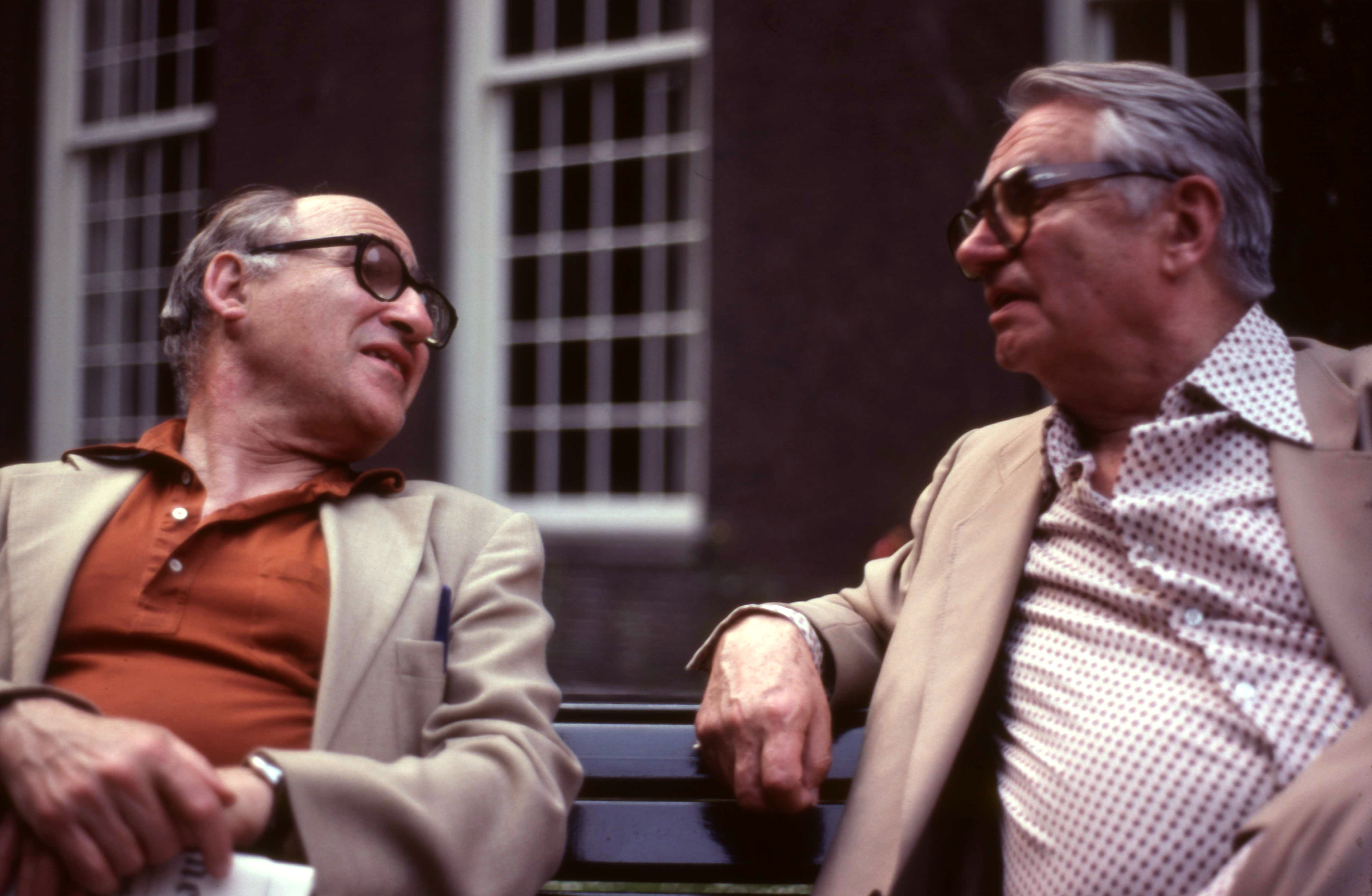
Rolf Italiaander (rechts) 1983 im Gespräch mit George Mosse

Rolf Italiaander (* 20. Februar 1913 in Leipzig; † 3. September 1991 in Hamburg) war ein deutscher Journalist und Schriftsteller, Übersetzer, Kunstsammler, autodidaktischer Forschungsreisender und Ethnograf sowie Aktivist der Homosexuellenemanzipation.

## Leben und Schaffen

### Herkunft und Jugend
Rolf Italiaander wurde als Sohn eines niederländischen Herrenschneiders und einer Deutschen in Leipzig geboren. Durch seinen Vater, über dessen mögliche jüdische Herkunft Italiaander später widersprüchliche Angaben machte, war er niederländischer Staatsbürger. Er besuchte die Volksschule und das Schiller-Realgymnasium in Leipzig, von dem er nach eigener Auskunft 1926 relegiert wurde. Eine anschließende Schlosserlehre brach er aus gesundheitlichen Gründen ab. Von 1927 an lebte er als Pflegesohn in der Familie des Berliner Schriftstellers Willy Haas, der ihn mit der Ordnung seiner Bibliothek und redaktionellen Arbeiten an der Zeitschrift Die literarische Welt betraute. Mit besonderer Erlaubnis durfte Italiaander von 1930 bis 1932 natur- und geisteswissenschaftliche Vorlesungen an der Universität Leipzig hören, erwarb jedoch keinen akademischen Abschluss. Während seines Studiums engagierte er sich in der paneuropäischen Bewegung von Richard Coudenhove-Kalergi. Nach dem Abbruch des Studiums war Italiaander zeitlebens als freier Autor tätig, zunächst in Berlin (1934–1945), später in Hamburg (1947–1991).
Bereits in jungen Jahren entwickelte Italiaander ein besonderes Interesse an der Literatur und der Luftfahrt. Im Alter von 15 Jahren erlernte er das Segelfliegen und beschrieb seine Erlebnisse in einem Jugendbuch (So lernte ich Segelfliegen, 1931). Als 19-jähriger Student unternahm er eine zweimonatige Radtour durch Nordafrika und kam dadurch früh mit der Bevölkerung und Kultur Afrikas in Kontakt. Eine lebenslange Liebe zu Afrika war geboren und bildete die Grundlage zahlreicher Forschungsreisen, unter anderem zu Albert Schweitzer. Während mehrerer Vortragsreisen durch Deutschland berichtete er von seinen Expeditionen.

### Publizistische Tätigkeit
Im Dritten Reich verfasste er, teils auf Empfehlung des Fliegergenerals Ernst Udet, einige Bücher über die Fliegerei, darunter Manfred Freiherr von Richthofen, der beste Jagdflieger des großen Krieges (1938) und ein Werk über die alliierten Lufthelden des Ersten Weltkriegs (Asse, 1939). Texte wie Der junge Nettelbeck (1938) und Götz von Berlichingen galten nach dem Zweiten Weltkrieg als nationalistisch, jedoch entsprachen sie nicht explizit Normen nationalsozialistischen Denkens. Italiaander wurde, so berichtete er später, von der Gestapo verhört, da ihn seine freundschaftlichen Bande zu Gegnern des Regimes (Albrecht Haushofer, Ulrich von Hassell, Carl Friedrich Goerdeler u. a.) hätten verdächtig erscheinen lassen. Nebenberuflich arbeitete er in Berlin als Lektor und Herausgeber von Jugendbüchern des Gustav-Weise-Verlags. Er war Mitglied der Reichsschrifttumskammer. Zwar hielt er Distanz zu NS-Organisationen, begeisterte sich aber für den italienischen und japanischen Faschismus. 1942 veröffentlichte er eine Biografie des italienischen Kolonialpolitikers Italo Balbo, im selben Jahr interviewte er in Rom Benito Mussolini. Die Besatzung der Niederlande durch deutsche Truppen (1940–1945) führte zur Verhaftung und Deportation mehrerer seiner Familienmitglieder.
Nach dem Krieg wurden in der Sowjetischen Besatzungszone 15 von Italiaanders Büchern auf die Liste der auszusondernden Literatur gesetzt. Unterdessen wurde er im britischen Sektor Berlins entnazifiziert. Italiaander ließ sich nun in Hamburg nieder, wo er mit Hans Henny Jahnn und anderen die Freie Akademie der Künste gründete. Von 1945 bis 1947 leitete er ein Tourneetheater der brischen Armee in Deutschland. Im Jahr 1948 publizierte er zusammen mit Ludwig Benninghoff Und ließ eine Taube fliegen. Ein Almanach für Kunst und Dichtung, initiierte 1950 das Erste Hamburger Lesetheater und war 1954 Mitbegründer des Verbandes deutschsprachiger Übersetzer literarischer und wissenschaftlicher Werke, zu dessen Ehrenpräsidenten er 1962 ernannt wurde. Außerdem war Italiaander freier Mitarbeiter von Tages- und Wochenzeitungen (Die Welt, Die Zeit u. a.) sowie des Nordwestdeutschen Rundfunks (NWDR).
Italiaanders anhaltendes Interesse für Afrika zeigte sich in seinem Engagement für die Wiederentdeckung und Rehabilitierung des Hamburger Afrikaforschers Heinrich Barth, der in Deutschland fast vergessen war.

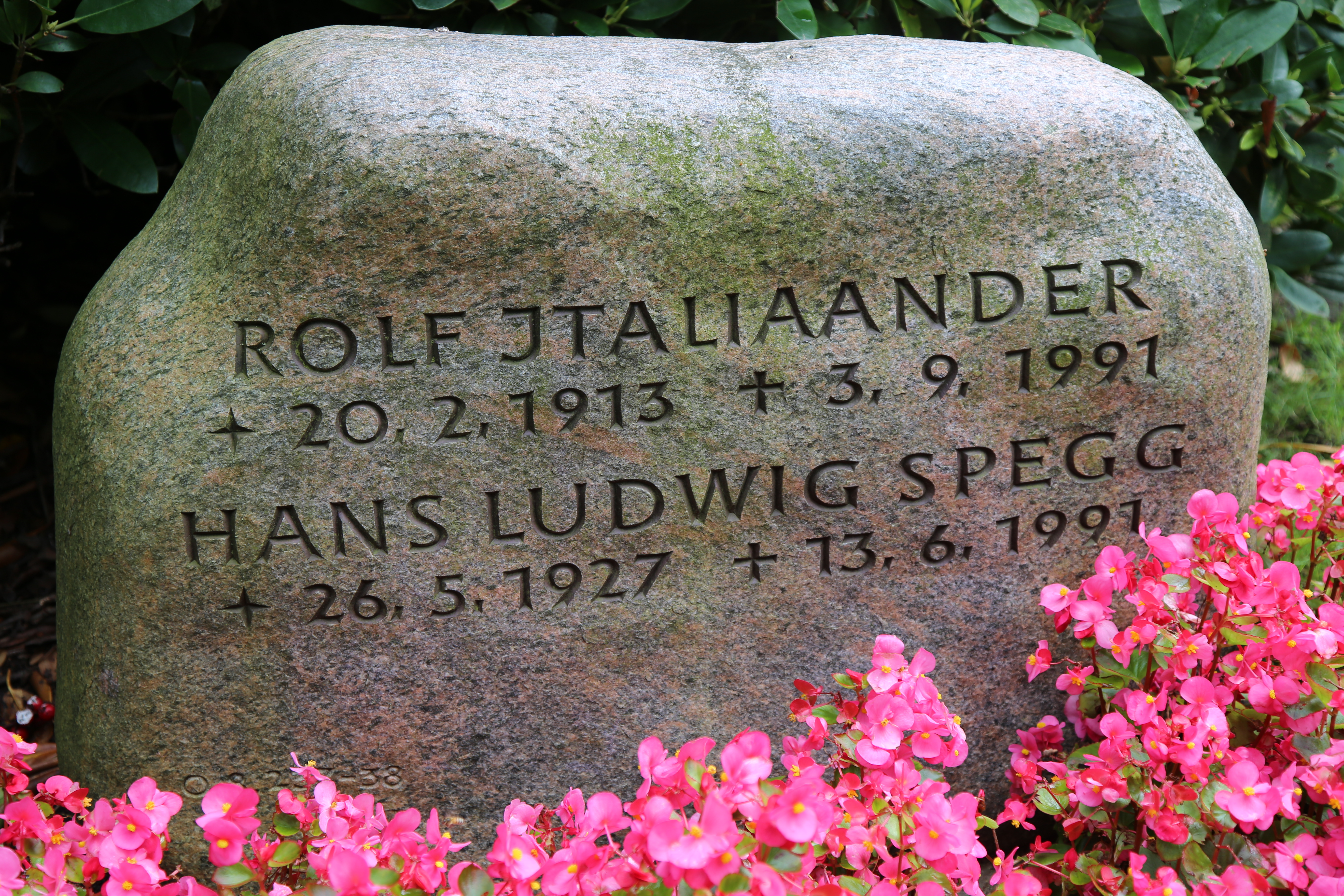
Grabstein von Rolf Italiaander und Hans Ludwig Spegg auf dem Friedhof Ohlsdorf

### Aktivist der Homosexuellenemanzipation
Aus Anlass der Frankfurter Homosexuellenprozesse verfasste Italiaander 1951 das Theaterstück Das Recht auf sich selbst, das am 2. April 1952 in den Kammerspielen Hamburg seine Uraufführung erlebte. Dies war das erste Mal, dass nach dem Zweiten Weltkrieg Homosexualität auf einer deutschen Bühne thematisiert wurde.
Italiaander veröffentlichte regelmäßig Texte, Fotografien und Zeichnungen in den Zeitschriften Der Kreis und Club 68 und plädierte 1968 mit der von ihm herausgegebenen Essaysammlung Weder Krankheit noch Verbrechen – Plädoyer für eine Minderheit für die Abschaffung des § 175. Er schrieb 1955 einen Jean Paul Sartre über Jean Genet betitelten Begleittext zur im Rowohlt-Verlag herausgegebenen deutschen Übersetzung des Romans Querelle von Jean Genet.

### Museum Rade (heute in Schloss Reinbek)

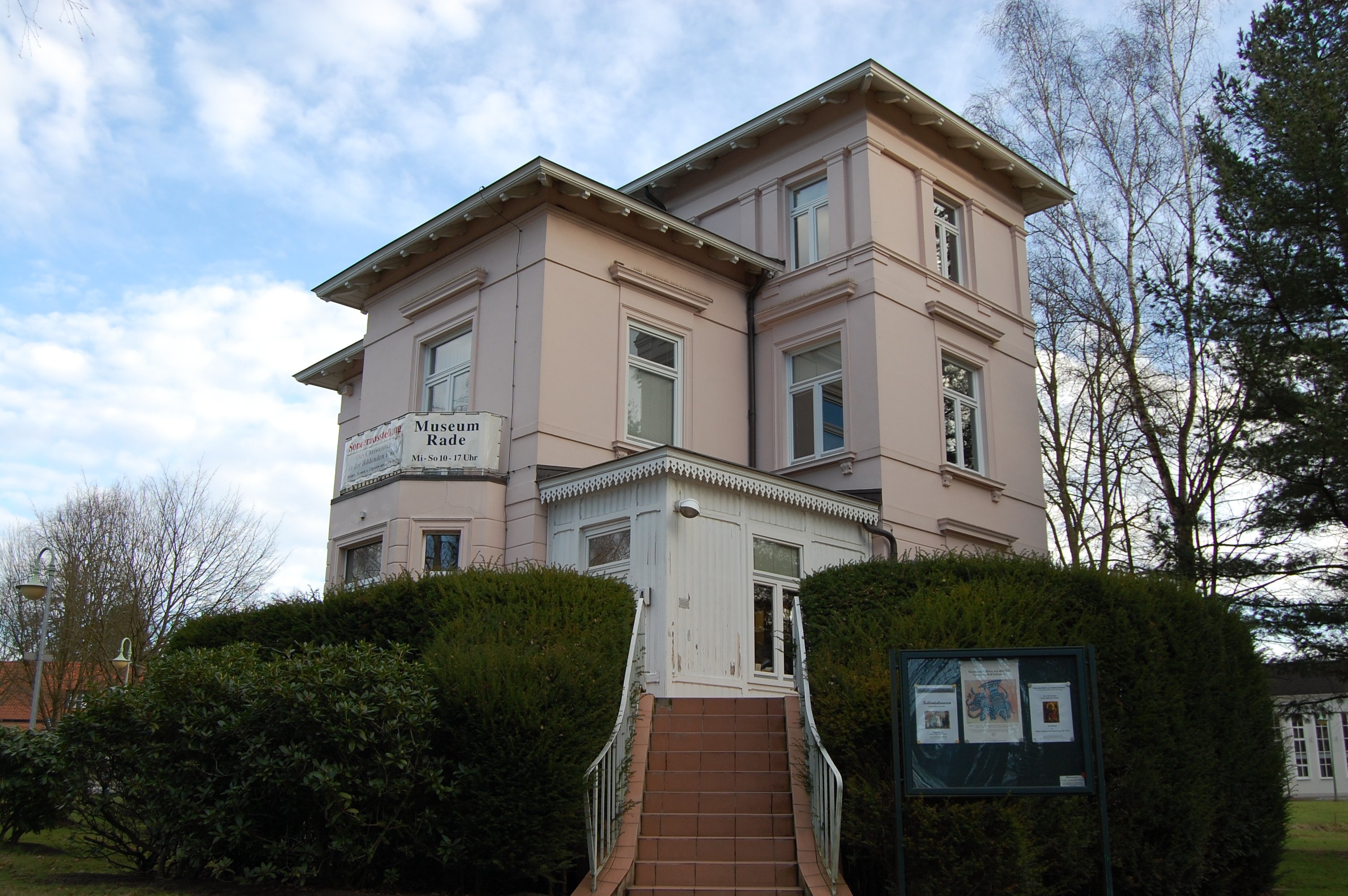
Museum Rade in Reinbek (bis 2017)

Um seiner Kunstsammlung, die afrikanische und asiatische Kunst sowie Werke der Hamburgischen Sezession und der naiven Malerei enthielt, einen dauernden Platz zu geben, gründete Rolf Italiaander 1970 das Museum Rade im Naturpark Oberalster in einem alten Bauernhaus in Tangstedt (Kreis Stormarn) am Rande Hamburgs, das er zusammen mit seinem langjährigen Freund, Hans Ludwig Spegg, erworben hatte. Hier entstanden auch die später zur Tradition gewordenen Kindertage zur Förderung künstlerischer Begabung mit Begleitung renommierter Künstler.
1987 wurde das Museum in eine Gründerzeitvilla am Reinbeker Mühlenteich verlagert, der alte Name blieb erhalten. Es wird seit Italiaanders Tod von der Stiftung Sammlung Rolf Italiaander / Hans Spegg  verwaltet. Seit dem Sommer 2017 ist das Museum dauerhaft geschlossen, die Sammlung wurde Ende 2018 nach Schloss Reinbek verlegt.

### Kritische Bewertung Italiaanders
Nach mehr als zwanzig Jahren im Amt des Generalsekretärs der Freien Akademie der Künste in Hamburg musste Italiaander 1968 zurücktreten, nachdem ihn der Journalist Horst-Dieter Ebert bezichtigte, ein „Hiwi des Faschismus“ gewesen zu sein, und damit eine Debatte über Italiaanders Vergangenheit in Zeiten des NS-Regimes antieß.

### Trivia
Die Überschrift von Italiaanders Todesanzeige entsprach seinem Lebensmotto: „Seid umschlungen, Millionen! Diesen Kuss der ganzen Welt.“ Rolf Italiaander wurde auf dem Friedhof Ohlsdorf beigesetzt.

## Ehrungen
Die Expertise des Schriftstellers, Völkerkundlers, Kunstsammlers, Museumsgründers und Hochschuldozenten Italiaander wurde 1984 durch die Verleihung des Bundesverdienstkreuzes 1. Klasse gewürdigt. Man sah Italiaander als einen „Abenteurer des Geistes wider alle Konventionen“ (Hanns Theodor Flemming); er selbst sah sich als „Polyhistor im Zeitalter der Spezialisten“.
Zur Erinnerung an mit Leipzig verbundene Künstler werden von der Stadt Leipzig Straßen benannt. Gemäß einem Beschluss der Stadtverwaltung vom 16. April 1997 wurde eine Straße nach Rolf Italiaander benannt.

### Übersicht aller Auszeichnungen
- 1963: Ritter der Ehrenlegion der Republik Senegal
- 1964: Hans-Henny-Jahnn-Preis der Freien Akademie der Künste in Hamburg
- 1976: Hope College Distinguished Achievement Award, Holland, Michigan
- 1977: Großes Ehrenzeichen für Verdienste um die Republik Österreich
- 1984: Bundesverdienstkreuz 1. Klasse

## Werke

### Politische und ethnografische Schriften
- Jugend in Front vor dem Leben, 1933
- Wolf Hirth erzählt. Die Erlebnisse unseres erfolgreichen Meister-Fliegers. G. Weise, Leipzig 1935, 2. Aufl. 1938. Digitalisat
- Segelflug in aller Welt. Reclam, Leipzig 1936. Digitalisat
- Manfred Freiherr von Richthofen, der beste Jagdflieger des großen Krieges, 1938
- (Hrsg.:) Joachim Nettelbeck. Die ersten 25 Lebensjahre des großen Seefahrers, 1938 (mit Geleitwort von Bogislav von Selchow)
- Götz von Berlichingen, 1939
- Banzai! Japanische Heldengeschichten aus alter und neuer Zeit, 1939
- Drei deutsche Fliegerinnen. Elly Beinhorn, Thea Rasche, Hanna Reitsch, 1940
- Wegbereiter deutscher Luftgeltung. Neun Lebensbilder, 1941
- Italo Balbo, 1942
- Frank Thiess, Werk und Dichter. 32 Beiträge zur Problematik unserer Zeit, 1950
- Land der Kontraste, 1953
- Wann reist du ab, weißer Mann?, 1954
- Im Lande Albert Schweitzers, 1954
- Der ruhelose Kontinent, 1958
- Schwarze Weisheiten, 1958
- Kongo: Bilder und Verse, 1959
- Land der Kontraste: Orient und Okzident in Marokko, 1959
- Die neuen Männer Afrikas. Ihr Leben, ihre Taten, ihre Ziele, 1960
- Tanz in Afrika. Ein Phänomen im Leben der Neger, 1960
- Schwarze Haut im roten Griff, 1962
- Die neuen Männer Asiens, 1963
- Die Friedensmacher: Drei Neger erhielten den Friedens-Nobelpreis. (Ralph Bunche, Martin Luther King, Albert John Luthuli), 1965
- (Hrsg.:) Rassenkonflikte in der Welt. Berichte und Analysen, 1966
- Heinrich Barth – Im Sattel durch Nord- und Zentralafrika. Reisen und Entdeckungen in den Jahren 1849–1855. Wiesbaden 1967 (mit einer Biografie des Afrikaforschers)
- Frieden in der Welt – aber wie?, 1967
- Lebensentscheidung für Israel, 1967
- Weder Krankheit noch Verbrechen. Plädoyer für eine Minderheit, 1968
- Terra dolorosa – Wandel in Lateinamerika, 1969
- Albanien – Vorposten Chinas in Europa, 1970
- Suchet den Frieden und jaget ihm nach, 1970
- (Hrsg.:) Heinrich Barth – Er schloß uns einen Weltteil auf. Unbekannte Briefe und Zeichnungen des großen Afrika-Forschers. Bad Kreuznach 1970
- Juden in Lateinamerika, Tel Aviv 1971
- Die neuen Herren der alten Welt, 1972
- (Hrsg.:) Heißes Land Niugini – Beiträge zu den Wandlungen in Papua Neuguinea, 1974
- Hugo Eckener – Weltschau eines Luftschiffers, Husum-Verlag, 1980, ISBN 3-88042-110-2
- Mein Afrikanisches Fotoalbum, Brigg Verlag, Augsburg 1981, ISBN 3-87101-163-0
- Ein Mann kämpft für den Frieden, Nikkyo Niwano, 1982
- (Hrsg.:) Wir erlebten das Ende der Weimarer Republik: Zeitgenossen berichten, Droste, Düsseldorf 1982, ISBN 3-7700-0609-7 (mit einem Beitrag von Rolf Italiaander: „Wie unsereiner kulturell aktiv sein konnte“, S. 225–234)
- Gedanken-Austausch: erlebte Kulturgeschichte in Zeugnissen aus 6 Jahrzehnten. Hrsg. von Harald Kohtz. Droste, Düsseldorf 1988, ISBN 3-7700-0754-9
- Loki. Die ungewöhnliche Geschichte einer Lehrerin namens Schmidt, 1988

### Kinder- und Jugendbücher
- Hallo, Boys! Flugmodellbau, 1932
- Gebrüder Lenz auf Tippeltour. Eine Geschichte von zwei Jungen, 1933
- Flußzigeuner. Zwei Jungens, ein Faltboot, ein Floß, 1934
- Wüstenfüchse. Eine Jungensgeschichte aus Nordafrika, 1934
- Mein Fahrrad und ich, 1935 (1941)
- Im Zeichen des weißen Elefanten. Ein Jungensschicksal aus unserer Zeit, 1936
- Mit dem Rad durch Nordafrika. Erlebnisse eines Neunzehnjährigen, 1938
- Das Wunderpferd. Eine Märchenerzählung, 1947
- Hans und Jean. Roman junger Menschen dieser Zeit, 1951
- Himmel ohne Grenzen. Fliegergeschichten, 1952
- Der Überfall auf die Sahara-Schule. Ein Roman für junge Leute, 1953
- Der weiße Oganga. Albert Schweitzer. Eine Erzählung aus Äquatorialafrika, 1954
- Mubange, der Junge aus dem Urwald, 1957
- Bingo und Bongo vom Kongo, 1967
- Kiri, Geister der Südsee. Phantastische Geschichten, 1975
- Kalle und der Schuhputzjunge, 1980

### Werke seine Kunstsammlung betreffend
- Von der Hufe zum Museum. Museum Rade im Naturpark Oberalster, Tangstedt 1973
- Spass an der Freud. Sonntagsmaler und naive Maler. Unbekannte Talente und auch Prominente, Hamburg 1974
- Naive Kunst und Folklore. Edition Museum Rade im Naturpark Oberalster, Tangstedt 1977
- Kunstsammler, Glückliche Menschen. Erlebnisse mit Künstlern, Bildern, Skulpturen in aller Welt, Düsseldorf 1985

### Weiteres
- Hans-Hasso von Veltheim-Ostrau. Privatgelehrter und Weltbürger (herausg. von Rolf Italiaander) Droste, Düsseldorf 1987, ISBN 3-7700-0739-5